# 湟中区
湟中区是中华人民共和国青海省西宁市下辖一个市辖区，位于青海东北部，湟水河上游，面积2700平方公里，总人口約40万人，区人民政府驻鲁沙尔镇。
湟中区，轄區內有著名的名胜古迹有塔尔寺。海拔2225-4488米。

## 历史
明时湟中地属西宁卫，清朝雍正二年（1724年），省西宁卫，置西宁府及西宁、碾伯二县。辛亥革命后，湟中为西宁道治所。1920年代末，国民政府设立青海省，属之。民国三十四年（1945年），析西宁县城区置西宁市。民国三十五年（1946年），因与西宁市同名，西宁县改名湟中县。2019年12月，国务院批复同意撤销湟中县，设立西宁市湟中区。2020年7月22日正式成立。

## 人口
根据(青海省)西宁市第七次全国人口普查公报显示：湟中区常住人口为395043人，男性人口占比52.15%，女性人口占比47.85%，年龄结构中0-14岁占比19.8%，15-59岁占比66.38%，60岁以上占比13.82%，65岁以上占比10.31%。

## 行政区划
湟中区下辖10个镇、2个乡、3个民族乡：
田家寨镇、上新庄镇、鲁沙尔镇、甘河滩镇、共和镇、多巴镇、拦隆口镇、上五庄镇、李家山镇、西堡镇、群加藏族乡、土门关乡、汉东回族乡、大才回族乡和海子沟乡。